# Efeler Ligi
Efeler Ligi – najwyższa klasa siatkarskich rozgrywek ligowych mężczyzn w Turcji. Pierwsze rozgrywki o mistrzostwo kraju odbyły się w 1970 roku, a tytuł zdobył zespół Galatasaray.
Najczęściej mistrzem Turcji zostawała drużyna Eczacıbaşı, która tytuł zdobyła 12 razy, w tym 10 razy z rzędu w latach 1977-1986.

## Triumfatorzy
| Sezon     | 1. miejsce                                                            | 2. miejsce                                                            | 3. miejsce                                                            |
| --------- | --------------------------------------------------------------------- | --------------------------------------------------------------------- | --------------------------------------------------------------------- |
| 1970/1971 | Galatasaray                                                           | Göztepe İzmir                                                         | İETT İstanbul                                                         |
| 1971/1972 | İETT İstanbul                                                         | TED Ankara Kolejliler                                                 | Galatasaray                                                           |
| 1972/1973 | İETT İstanbul                                                         | TED Ankara Kolejliler                                                 | Eczacıbaşı                                                            |
| 1973/1974 | İETT İstanbul                                                         | Eczacıbaşı                                                            | Muhafızgücü                                                           |
| 1974/1975 | Muhafızgücü                                                           | SSK Ankara                                                            | Büyükdere Boronkay                                                    |
| 1975/1976 | Eczacıbaşı                                                            | Büyükdere Boronkay                                                    | Muhafızgücü                                                           |
| 1976/1977 | Büyükdere Boronkay                                                    | Eczacıbaşı                                                            | Vinylex İstanbul                                                      |
| 1977/1978 | Eczacıbaşı                                                            | Muhafızgücü                                                           | Vinylex İstanbul                                                      |
| 1978/1979 | Eczacıbaşı                                                            | Vinylex İstanbul                                                      | Büyükdere Boronkay                                                    |
| 1979/1980 | Eczacıbaşı                                                            | Büyükdere Boronkay                                                    | Vinylex İstanbul                                                      |
| 1980/1981 | Eczacıbaşı                                                            | Hisarbank Karadenizspor                                               | Taçspor İstanbul                                                      |
| 1981/1982 | Eczacıbaşı                                                            | Güney Sanayi Adana                                                    | Hisarbank Karadenizspor                                               |
| 1982/1983 | Eczacıbaşı                                                            | Sakarya Karadenizspor                                                 | Güney Sanayi Adana                                                    |
| 1983/1984 | Eczacıbaşı                                                            | Güney Sanayi Adana                                                    | Galatasaray                                                           |
| 1984/1985 | Eczacıbaşı                                                            | Sönmez Filament Bursa                                                 | Makospor Bursa                                                        |
| 1985/1986 | Eczacıbaşı                                                            | Sönmez Filament Bursa                                                 | Galatasaray                                                           |
| 1986/1987 | Galatasaray                                                           | Eczacıbaşı                                                            | Sönmez Filament Bursa                                                 |
| 1987/1988 | Galatasaray                                                           | Sönmez Filament Bursa                                                 | Emlak Kredi Bankası                                                   |
| 1988/1989 | Galatasaray                                                           | Sönmez Filament Bursa                                                 | Eczacıbaşı                                                            |
| 1989/1990 | Eczacıbaşı                                                            | Arçelik                                                               | Ziraat Bankası                                                        |
| 1990/1991 | Eczacıbaşı                                                            | Galatasaray                                                           | Sönmez Filament Bursa                                                 |
| 1991/1992 | Halkbank                                                              | Emlakbank Ankara                                                      | Eczacıbaşı                                                            |
| 1992/1993 | Halkbank                                                              | Galatasaray                                                           | Eczacıbaşı                                                            |
| 1993/1994 | Halkbank                                                              | Eczacıbaşı                                                            | Galatasaray                                                           |
| 1994/1995 | Halkbank                                                              | Arçelik                                                               | Eczacıbaşı                                                            |
| 1995/1996 | Halkbank                                                              | Ziraat Bankası                                                        | NETAŞ İstanbul                                                        |
| 1996/1997 | NETAŞ İstanbul                                                        | Halkbank                                                              | Emlakbank Ankara                                                      |
| 1997/1998 | NETAŞ İstanbul                                                        | Emlakbank Ankara                                                      | İstanbul Büyükşehir Belediyesi                                        |
| 1998/1999 | NETAŞ İstanbul                                                        | Arçelik                                                               |                                                                       |
| 1999/2000 | Arçelik                                                               | Erdemirspor Zonguldak                                                 |                                                                       |
| 2000/2001 | Arçelik                                                               | Erdemirspor Zonguldak                                                 |                                                                       |
| 2001/2002 | Erdemirspor Zonguldak                                                 | SSK Ankara                                                            | Arçelik                                                               |
| 2002/2003 | Arçelik                                                               | Erdemirspor Zonguldak                                                 | SSK Ankara                                                            |
| 2003/2004 | Erdemirspor Zonguldak                                                 | Fenerbahçe                                                            | Ziraat Bankası                                                        |
| 2004/2005 | Erdemirspor Zonguldak                                                 | Halkbank                                                              | Arkas Saint Joseph                                                    |
| 2005/2006 | Arkas Spor Izmir                                                      | Fenerbahçe                                                            | Halkbank                                                              |
| 2006/2007 | Arkas Spor Izmir                                                      | İstanbul Büyükşehir Belediyesi                                        | Fenerbahçe                                                            |
| 2007/2008 | Fenerbahçe                                                            | Halkbank                                                              | Arkas Spor Izmir                                                      |
| 2008/2009 | Büyükşehir Belediyesi Stambuł                                         | Fenerbahçe                                                            | Arkas Spor Izmir                                                      |
| 2009/2010 | Fenerbahçe                                                            | Ziraat Bankası                                                        | Büyükşehir Belediyesi Stambuł                                         |
| 2010/2011 | Fenerbahçe                                                            | Arkas Spor Izmir                                                      | Ziraat Bankası                                                        |
| 2011/2012 | Fenerbahçe                                                            | Arkas Spor Izmir                                                      | Halkbank                                                              |
| 2012/2013 | Arkas Spor Izmir                                                      | Halkbank                                                              | Galatasaray                                                           |
| 2013/2014 | Halkbank                                                              | Fenerbahçe                                                            | Büyükşehir Belediyesi Stambuł                                         |
| 2014/2015 | Arkas Spor Izmir                                                      | Halkbank                                                              | Ziraat Bankası                                                        |
| 2015/2016 | Halkbank                                                              | Büyükşehir Belediyesi Stambuł                                         | Arkas Spor Izmir                                                      |
| 2016/2017 | Halkbank                                                              | Arkas Spor Izmir                                                      | Fenerbahçe                                                            |
| 2017/2018 | Halkbank                                                              | Arkas Spor Izmir                                                      | Büyükşehir Belediyesi Stambuł                                         |
| 2018/2019 | Fenerbahçe                                                            | Arkas Spor Izmir                                                      | Galatasaray                                                           |
| 2019/2020 | Ze względu na pandemię wirusa SARS-CoV-2 rozgrywki zostały przerwane. | Ze względu na pandemię wirusa SARS-CoV-2 rozgrywki zostały przerwane. | Ze względu na pandemię wirusa SARS-CoV-2 rozgrywki zostały przerwane. |
| 2020/2021 | Ziraat Bankkart                                                       | Fenerbahçe                                                            | Galatasaray                                                           |
| 2021/2022 | Ziraat Bankkart                                                       | Halkbank                                                              | Fenerbahçe                                                            |
| 2022/2023 | Ziraat Bankkart                                                       | Halkbank                                                              | Fenerbahçe                                                            |
| 2023/2024 | Halkbank                                                              | Fenerbahçe                                                            | Ziraat Bankkart                                                       |
| 2024/2025 | Ziraat Bankkart                                                       | Galatasaray                                                           | Fenerbahçe                                                            |